# Pattersonita
La pattersonita és un mineral de la classe dels fosfats. Va ser anomenada per Arthur Lindo Patterson, cristal·lògraf que va desenvolupar el mètode Patterson emprat en la determinació de l'estructura dels cristalls. És un mineral dimorf amb la kintoreïta.

## Característiques
La pattersonita és un fosfat de fórmula química PbFe₃3+(PO₄)₂(OH)₅·H₂O. Cristal·litza en el sistema triclínic. La seva duresa a l'escala de Mohs és 4. El mineral tipus presenta cristalls d'hàbit tabular (pinacoidal), de fins a 0,5 mm, que tendeixen a formar agregats de tipus roseta.
Segons la classificació de Nickel-Strunz, la pattersonita pertany a «08.BL: Fosfats, etc. amb anions addicionals, sense H₂O, amb cations de mida mitjana i gran, (OH, etc.):RO₄ = 3:1» juntament amb els següents minerals: corkita, hidalgoïta, hinsdalita, kemmlitzita, svanbergita, woodhouseïta, gal·lobeudantita, arsenogoyazita, arsenogorceixita, arsenocrandal·lita, benauita, crandal·lita, dussertita, eylettersita, gorceixita, goyazita, kintoreïta, philipsbornita, plumbogummita, segnitita, springcreekita, arsenoflorencita-(La), arsenoflorencita-(Nd), arsenoflorencita-(Ce), florencita-(Ce), florencita-(La), florencita-(Nd), waylandita, zaïrita, arsenowaylandita, graulichita-(Ce), florencita-(Sm), viitaniemiïta i beudantita.

## Formació i jaciments
Es forma com a mineral secundari damunt de goethita en vetes meteoritzades de sulfurs. S'ha descrit associada amb kintoreïta, goethita i piromorfita i només ha estat trobada a la seva localitat tipus (Mina Vereinigung, Alemanya).